# Владимировка (Александрийский район)
Владимировка (укр. Володимирівка) — село в Петровской поселковой общине Александрийского района Кировоградской области Украины.
До 2015 года имело статус посёлка. 27 января 2015 года решением Кировоградского областного совета отнесено к разряду сёл
До 2020 года входило в Петровский район
Население по переписи 2001 года составляло 1088 человек. Почтовый индекс — 28326. Телефонный код — 5237. Код КОАТУУ — 3524980402.